# Elezioni europee del 2009 in Bulgaria
Le elezioni europee del 2009 in Bulgaria si sono tenute il 4 giugno.

## Risultati
| Liste  | Liste                                                                                 | Gruppo  | Voti      | %     | Seggi |
| ------ | ------------------------------------------------------------------------------------- | ------- | --------- | ----- | ----- |
|        | Cittadini per lo Sviluppo Europeo della Bulgaria                                      | PPE     | 627.693   | 24,36 | 5     |
|        | Coalizione per la Bulgaria (BSP - KPB)                                                | S&D     | 476.618   | 18,50 | 4     |
|        | Movimento per i Diritti e le Libertà                                                  | ALDE    | 364.197   | 14,14 | 3     |
|        | Unione Nazionale Attacco                                                              | NI      | 308.052   | 11,96 | 2     |
|        | Movimento Nazionale per la Stabilità e il Progresso                                   | ALDE    | 205.146   | 7,96  | 2     |
|        | Coalizione Blu • Unione delle Forze Democratiche • Democratici per una Bulgaria Forte | - PPE - | 204.817   | 7,95  | 1 -   |
|        | Lider                                                                                 | -       | 146.984   | 5,70  | -     |
|        | Ordine, Legge e Giustizia                                                             | -       | 120.280   | 4,67  | -     |
|        | Movimento Nazionale Bulgaro                                                           | -       | 57.931    | 2,25  | -     |
|        | I Verdi                                                                               | -       | 18.444    | 0,72  | -     |
|        | Socialdemocrazia Bulgara                                                              | -       | 14.132    | 0,55  | -     |
|        | Unione delle Forze Patriottiche "Protezione"                                          | -       | 11.904    | 0,46  | -     |
|        | Nuova Democrazia Bulgara                                                              | -       | 11.679    | 0,45  | -     |
|        | Chavdar Ivanov Nikolov                                                                | -       | 8.565     | 0,33  | -     |
| Totale | Totale                                                                                | Totale  | 2.576.442 |       | 17    |